# تویین میرور
تویین میرور (به انگلیسی: Twin Mirror) یک بازی ویدئویی در سبک ماجراجویی است که توسط دونت‌ناد انترتینمنت توسعه یافته و در دسامبر ۲۰۲۰ برای پلتفرم‌های مایکروسافت ویندوز، پلی‌استیشن ۴، و اکس‌باکس وان منتشر شد. دونت‌ناد انترتینمنت به عنوان ناشر مؤلف بازی را عرضه کرد، و باندای نامکو انترتینمنت وظیفه توزیع نسخه‌های کنسولی این بازی را بر عهده داشت.